# Manettia campanulacea
Manettia campanulacea é uma espécie de dicotiledónea pertencente à família Rubiaceae, descrita em 1931.